# 劉奇偉
劉奇偉為中國清朝武官官員。劉奇偉於1760年代奉旨接替張世英，於台灣地區擔任台灣北路協副將。而隸屬台灣鎮之下的此官職是台灣清治時期中的這階段，台南以北之台灣中南部及北部的駐地最高武官將領。1769年，因案被革職。